# 凝血因子IX濃縮物
凝血因子IX濃縮物是治疗B型血友病的药物。可以治疗和预防出血。通过静脉注射给药。
常见副作用包括焦慮、呼吸短促、过敏、恶心和背痛。其他副作用包括可能血管性水肿和胸痛。使用後可能产生會影響藥物作用的抗藥抗体。不应用于弥散性血管内凝血。它是由人类血浆濃縮或透过重组方法制成的第九凝血因子。由血浆制成的藥物可能有感染风险。
凝血因子IX濃縮物于 20 世纪 60 年代末问世，重组凝血因子 IX 于 1997 年取得醫療使用許可 。名列世界卫生组织基本药物标准清单。